# Boussouma-Peulh
Pour les articles homonymes, voir Boussouma.
Ne doit pas être confondu avec Boussouma (Boulgou).
Boussouma-Peulh est un village du département et la commune rurale de Boussouma, situé dans la province du Boulgou et la région du Centre-Est au Burkina Faso.